# Soos
Soos este o arie protejată (sit de importanță comunitară — SCI) din Republica Cehă întinsă pe o suprafață de 458,76 ha, integral pe uscat.

## Localizare

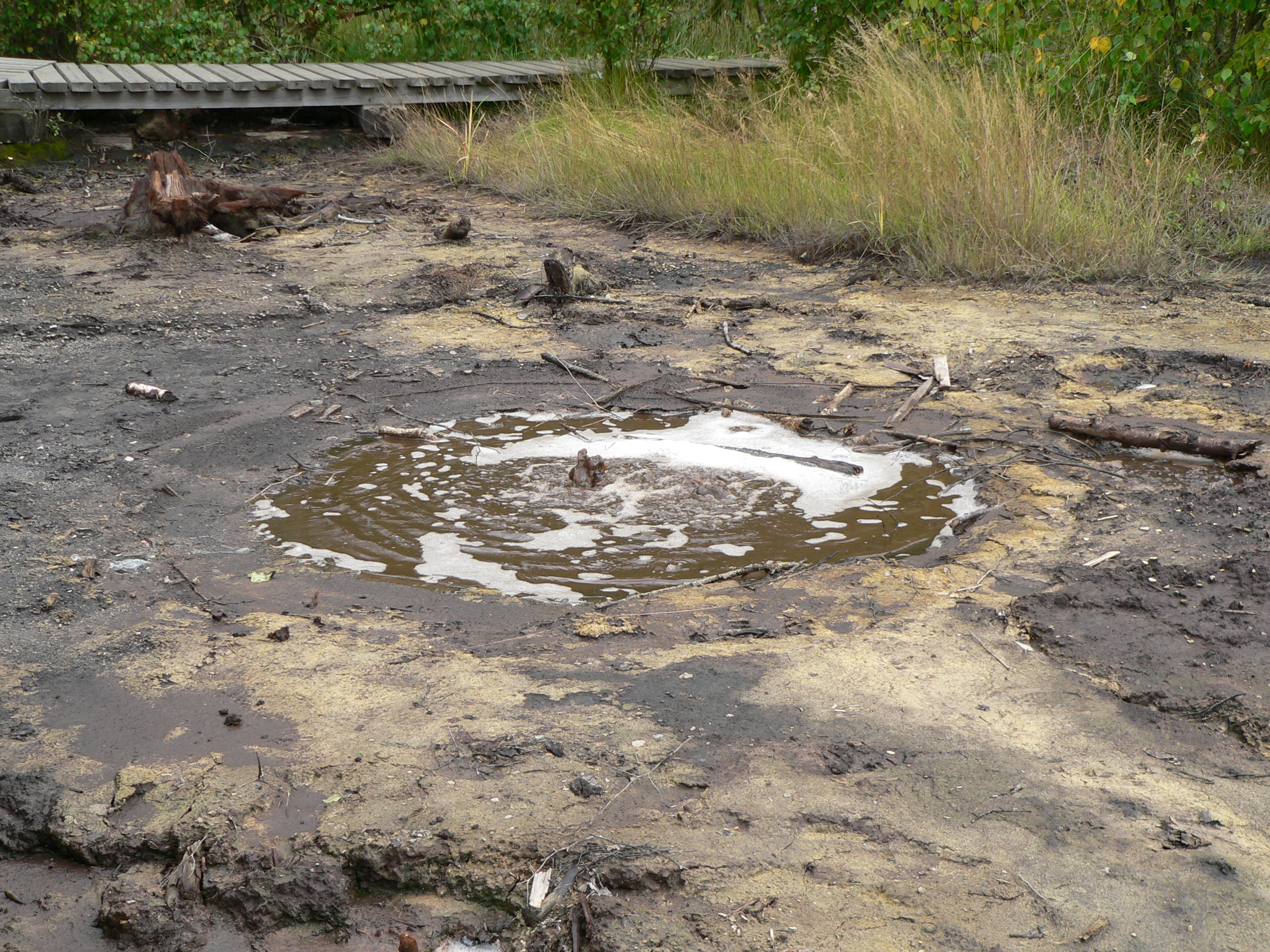
Mofetă în rezervația naturală Soos

Centrul sitului Soos este situat la coordonatele 50°09′07″N 12°24′24″E / 50.151944°N 12.406667°E.

## Înființare
Situl Soos a fost declarat sit de importanță comunitară în aprilie 2005 pentru a proteja 1 specie de animale.

## Biodiversitate
Situată în ecoregiunea continentală, aria protejată conține 8 habitate naturale: Lacuri și iazuri distrofice naturale, Ape puternic oligomezotrofe cu vegetație bentonică cu Chara spp., Depresiuni pe substraturi de turbă de Rhynchosporion, Lacuri eutrofice naturale cu vegetație de tip Magnopotamion sau Hydrocharition, Mlaștini turboase de tranziție și turbării mișcătoare, Pășuni continentale udate de apa mării, Păduri aluvionare cu Alnus glutinosa și Fraxinus excelsior (Alno-Padion, Alnion incanae, Salicion albae), Mlaștini împădurite.
La baza desemnării sitului se află o specie protejată de  nevertebrate: fluturele auriu (Euphydryas aurinia).